# Avarizia

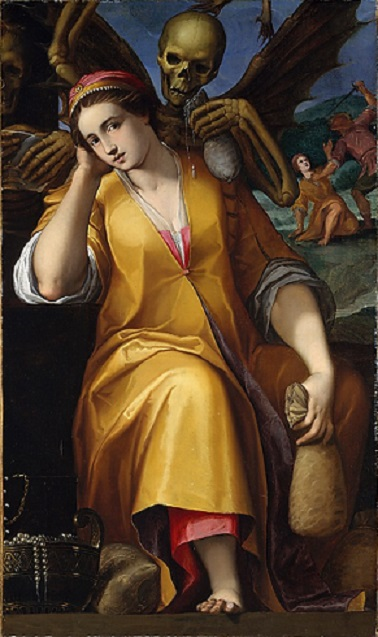
Avarizia,
opera dell'artista del Rinascimento Jacopo Ligozzi

L'avarizia è la scarsa disponibilità a spendere e a donare ciò che si possiede, per una forma di "gretto attaccamento al denaro".
Anticamente, la parola "avarizia" indicava anche l'avidità, o cupidigia, cioè il "desiderio intenso di ricchezze". Attualmente, quest'ultima viene intesa come un desiderio infinito, irresistibile e insaziabile di acquisire beni e/o potere di status.
In altre parole, l'avaro è colui che ha e non dà, mentre l'avido è quello che cerca di arricchirsi sempre di più.

## Sociologia

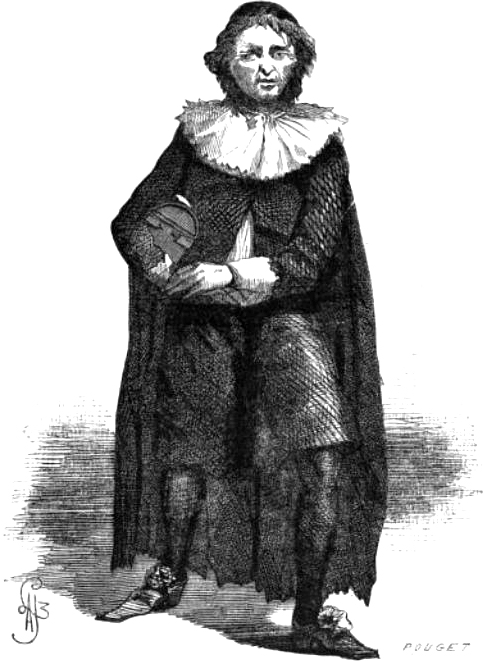
Harpagon Pouget, protagonista della commedia L'avaro di Molière. Disegno di Jules David Lorentz 1850

L'avarizia può essere ritenuta dannosa per la società, poiché mostra di ignorare il benessere degli altri, a vantaggio esclusivamente del proprio. È diventata più accettabile (e l'uso del termine meno frequente) nella cultura occidentale, dove il desiderio di acquisire ricchezze è componente costitutiva del capitalismo. 
La parola "avidità" invece continua a essere usata.

## Religione
L'avarizia è elencata tra i sette vizi capitali secondo la Chiesa cattolica.
L'avidità o cupidigia nei confronti delle proprietà di un'altra persona è designata dalla parola invidia.
Quando l'avarizia riguarda un soggetto che fa un eccessivo accumulo e consumo di cibo, si usa spesso il termine gola, un altro dei sette vizi capitali.
I Buddhisti ritengono che l'avarizia sia basata su un'erronea associazione tra benessere materiale e felicità. Essa è provocata da una visione illusoria che esagera gli aspetti positivi di un oggetto.